# Rudolph-Dirks-Award
Der Rudolph-Dirks-Award ist ein Preis für grafische Literatur (Comics, Manga und Graphic Novels). Er ist nach dem deutsch-amerikanischen Comicpionier Rudolph Dirks benannt und wurde erstmals 2016 vergeben.
Der Award zeichnet in 18 Kategorien die besten Werke nach Genres und in 12 Kategorien die besten Künstler nach Herkunft aus. Die Nominierten pro Kategorie legt eine Short-List-Jury fest. Im Anschluss kommt es wie bei den US-amerikanischen Vorbildern, dem Eisner Award und dem Harvey Award, zu einem Online-Voting. Der Award wird im Rahmen der German Comic Con in Dortmund, die immer am Ende eines Jahres stattfindet, verliehen.
Neben den 30 Hauptkategorien, die zur Abstimmung stehen, gibt es zusätzlich die zwei Spezialkategorien „Preis für das Lebenswerk“ sowie „Beste journalistische/akademische Publikation“. Diese Preise werden direkt von der GCC vergeben.

## Beste Publikationen (nach Genre)

### Funny / Komödie
- 2016: Noch ein Ratgeber für schlechte Väter (Guy Delisle), Reprodukt
- 2017: Nimona (Noelle Stevenson), Splitter
- 2018: Der große böse Fuchs (Benjamin Renner), avant
- 2019: Lucky Luke Hommage 3: Lucky Luke sattelt um (Mawil), Egmont
- 2020: Adventure Huhn (Franziska Ruflair), avant

### Superhelden
- 2016: Ms. Marvel (G. Willow Wilson / Adrian Alphona), Panini
- 2017: Dark Night: Eine wahre Batman-Geschichte (Eduardo Risso / Paul Dini), Panini
- 2018: Black Hammer (Jeff Lemire / Dean Ormston / Dave Stewart), Splitter
- 2019: Black Hammer: Doctor Star und das Reich der verlorenen Hoffnung (Jeff Lemire / Max Fiumara / Dave Stewart), Splitter
- 2020: Black Hammer: Age of Doom (Jeff Lemire, Dean Ormston, Rich Tommaso), Splitter

### SciFi / Alternative Geschichte
- 2016: Weltraumkrümel (Craig Thompson), Reprodukt
- 2017: Gung Ho (Thomas von Kummant / Benjamin von Eckartsberg), Cross Cult
- 2018: Die Welt der Söhne (Gipi), avant
- 2019: EGOn (Dominik Wendland), Jaja
- 2020: Unfollow (Lukas Jüliger), Reprodukt

### Fantasy
- 2016: Mouse Guard (David Petersen), Cross Cult
- 2017: Saga (Brian K. Vaughan / Fiona Staples), Cross Cult
- 2018: Saga (Brian K. Vaughan / Fiona Staples), Cross Cult
- 2019: Das Goldene Zeitalter, 1. Teil (Cyril Pedrosa / Roxanne Moreil), Reprodukt
- 2020: Der Weltraumpostbote (Guillaume Perreault), Rotopol

### Mystery / Mythologie
- 2016: Saga (Brian K. Vaughan / Fiona Staples), Cross Cult
- 2017: Paper Girls (Cliff Chiang / Brian K. Vaughan), Cross Cult
- 2018: Am liebsten mag ich Monster (Emil Ferris), Panini
- 2019: Die Katze des Rabbiners, Sammelband 3 (Joann Sfar), avant
- 2020: Daidalos (Charles Burns), Reprodukt

### Horror / Gore
- 2016: In the Pines – 5 Murder Ballads (Erik Kriek), avant
- 2017: The Walking Dead (Charlie Adlard / Robert Kirkman), Cross Cult
- 2018: Endzeit (Olivia Vieweg), Carlsen
- 2019: Das Wassergespenst von Harrowby Hall (Barbara Yelin, nach John Kendrick Bangs), Carlsen
- 2020: H. P. Lovecrafts Die Farbe aus dem All (Gou Tanabe), Carlsen

### Krimi / Thriller / Spionage
- 2016: Ich, der Mörder (Antonio Altarriba / Keko), avant
- 2017: Maggy Garrisson (Stéphane Oiry / Lewis Trondheim), Schreiber & Leser
- 2018: Maggy Garrisson (Stéphane Oiry / Lewis Trondheim), Schreiber & Leser
- 2019: Berlin 1931 (Felipe Hernández Cava / Raúl), avant
- 2020: Vatermilch (Uli Oesterle), Carlsen

### Action / Abenteuer
- 2016: LastMan (Bastien Vivès / Balak / Michaël Sanlaville), Reprodukt
- 2017: Gung Ho (Thomas von Kummant / Benjamin von Eckartsberg), Cross Cult
- 2018: Black Hammer (Jeff Lemire / Dean Ormston / Dave Stewart), Splitter
- 2019: Lucky Luke Hommage 3: Lucky Luke sattelt um (Mawil), Egmont
- 2020: Der große Indienschwindel (Alain Ayroles, Juanjo Guarnido), Splitter

### Jugenddrama / Coming of Age
- 2016: Ein Sommer am See (Mariko & Jillian Tamaki), Reprodukt
- 2017: Totem (Mikaël Ross / Nicolas Wouters), avant
- 2018: Eine Schwester (Bastien Vivès), Reprodukt
- 2019: Girlsplaining (Katja Klengel), Reprodukt
- 2020: Wie gut, dass wir darüber geredet haben (Julia Bernhard), avant

### Gesellschaftsdrama / Slice of Life
- 2016: Schöne Töchter (Flix), Carlsen
- 2017: Die Leichtigkeit (Catherine Meurisse), Carlsen
- 2018: Der Sommer ihres Lebens (Thomas von Steinaecker / Barbara Yelin), Reprodukt
- 2019: Der Umfall (Mikaël Ross), avant
- 2020: Wir waren Charlie (Luz), Reprodukt

### Historisches Drama
- 2016: Arsène Schrauwen (Olivier Schrauwen), Reprodukt
- 2017: Auf die Barrikaden (Wilfrid Lupano / Anthony Jean / Lucy Mazel / Xavier Fourquemin), Splitter
- 2018: Brodecks Bericht (Manu Larcenet nach Philippe Claudel), Reprodukt
- 2019: Berlin 3: Flirrende Stadt (Jason Lutes), Carlsen
- 2020: Tante NonNon (Shigeru Mizuki), Reprodukt

### Biografie
- 2016: Drei Steine (Nils Oskamp), Panini
- 2017: Geisel (Guy Delisle), Reprodukt
- 2018: Nick Cave – Mercy on me (Reinhard Kleist), Carlsen
- 2019: Ein Freitod (Steffen Kverneland), avant
- 2020: They Called Us Enemy – Eine Kindheit im Internierungslager (George Takei, Harmony Becker, Justin Eisinger, Steven Scott), Cross Cult

### Reportage / Wissenschaft
- 2016: Der Realist (Asaf Hanuka), Cross Cult
- 2017: Im Schatten des Krieges – Reportagen aus Syrien, dem Irak und der Türkei (Sarah Glidden), Reprodukt
- 2018: Der Ursprung der Liebe (Liv Strömquist), avant
- 2019: Girlsplaining (Katja Klengel), Reprodukt
- 2020: Wir gehören dem Land (Joe Sacco), Edition Moderne

### Experimentell / Alternativ
- 2016: Das UPgrade (Ulf S. Graupner / Sascha Wüstefeld), Cross Cult
- 2017: Esthers Tagebücher – Mein Leben als Zehnjährige (Riad Sattouf), Reprodukt
- 2018: Das Hochhaus (Katharina Greve), avant
- 2019: Nachts im Paradies (Frank Schmolke), Edition Moderne
- 2020: West, West Texas (Tillie Walden), Reprodukt

### Romance / Liebesgeschichte
- 2016: Ein Ozean der Liebe (Wilfrid Lupano / Grégory Panaccione), Splitter
- 2017: Cry Me a River (Alice Socal), Rotopolpress
- 2018: Wie ich versuchte, ein guter Mensch zu sein (Ulli Lust), Suhrkamp
- 2019: Das unabwendbare Altern der Gefühle (Zidrou / Aimée de Jongh), Splitter
- 2020: Wer bist du zur blauen Stunde? 1 (Yuhki Kamatani, Alexandra Klepper), Carlsen

### Tabubruch / Erotik
- 2016: Love Addict (Koren Shadmi), Egmont
- 2017: Olympia (Bastien Vivès / Ruppert & Mulot), Reprodukt
- 2018: Eine Schwester (Bastien Vivès), Reprodukt
- 2019: Pirouetten (Tillie Walden), Reprodukt
- 2020: Dialoge mit mir selbst (Kabi Nagata), Carlsen